# Rodolphe Hoornaert
Rodolphe Louis Joseph Hoornaert (Kortrijk, 23 juli 1886 - Brugge, 30 oktober 1969) was een Belgisch rooms-katholiek priester en stichter van een kloostercongregatie.

## Levensloop
Rodolphe Hoornaert was de jongste van de drie kinderen van advocaat Jules Hoornaert (1847-1887) en van Maria Soenens (1854-1923). Zijn grootvaders waren dierenarts Vital Hoornaert (1807-1874) en advocaat en volksvertegenwoordiger Gustave Soenens (1829-1899). Zijn ooms waren de kanunnik en schrijver Hector Hoornaert (1851-1922) en de kanunnik en secretaris van het bisdom Joseph Soenens (1853-1912). Jules Hoornaert stierf toen Rodolphe pas acht maanden oud was en de beide heerooms bekommerden zich om zijn opvoeding.
Hij volgde lager onderwijs aan het Sint-Lodewijksinstituut in Kortrijk en vanaf 1899 middelbaar onderwijs aan het Sint-Amandscollege in dezelfde stad, maar na verhuis naar Brugge aan het Sint-Lodewijkscollege in Brugge. In augustus 1905 beëindigde hij de retorica. Hij vertrok toen naar het Klein Seminarie in Roeselare om in 1907 terug naar Brugge te keren, voor de priesteropleiding in het Grootseminarie. Op 17 december 1910 werd hij tot priester gewijd.
In het kielzog van zijn ooms, werd Rodolphe Hoornaert als ondersecretaris lid van de bisschoppelijke curie. Hij kon er zijn literaire talenten ontwikkelen, onder meer door het vertalen naar het Frans van twee door bisschop Gustave Waffelaert in het Nederlands geschreven werken over mystiek. Hij vertaalde ook het boek van kanunnik Jeroom Mahieu Over geestelijk leven. Tegelijk studeerde hij aan de Katholieke Universiteit Leuven. In april 1914 promoveerde hij tot licentiaat in Romaanse talen, met de specialiteit Spaans. Kort daarop brak de oorlog uit en gedurende vier jaar werkte Hoornaaert op het secretariaat van de bisschop.
Na de oorlog begon hij aan een doctoraatsthesis, gewijd aan de Spaanse mystica Theresia van Avila. Dit bracht hem bij herhaling in Spanje. Hij behaalde het doctoraat in 1922 en publiceerde de tekst nog hetzelfde jaar onder de titel Sainte Térèse écrivain.

## Rector van het Begijnhof
In september 1922 overleed Hector Hoornaert, die pastoor of rector van het Brugse Begijnhof was. De bisschop besliste om Rodolphe Hoornaert als zijn opvolger te benoemen. De bisschop meende hoofdzakelijk dat dit aan de jonge priester tijd en gelegenheid zou geven om zich toe te leggen op studiewerk.
Het Brugse Begijnhof was toen de weg van het verval ingeslagen. Er bleven nog slechts vijf bejaarde begijnen over. De meeste huizen stonden leeg en waren vervallen. Er waren plannen om de eigendom in het Sint-Janshospitaal te integreren en er een verpleegstersschool te bouwen. Hoornaert nam het besluit de heropleving van het Begijnhof na te streven.
Hij begon met de publicatie in 1924 van een boek waarin hij de erbarmelijke toestand van het Begijnhof bij een ruim publiek wilde bekendmaken. Met dit boek, met artikelen in de lokale kranten en met voordrachten verhoopte hij jonge meisjes warm te maken om in het Begijnhof in te treden. Er kwamen er zich slechts vier aanmelden. Hij organiseerde ook een groot feest om in 1925 de 700ste verjaardag van de stichting van het Brugse Begijnhof te herdenken. 
Koningin Elisabeth en kardinaal Désiré-Joseph Mercier behoorden tot de eregasten. Daarnaast begon hij de zoektocht naar financiële middelen voor de nodige herstellingswerken.

## Een nieuwe kloostercongregatie

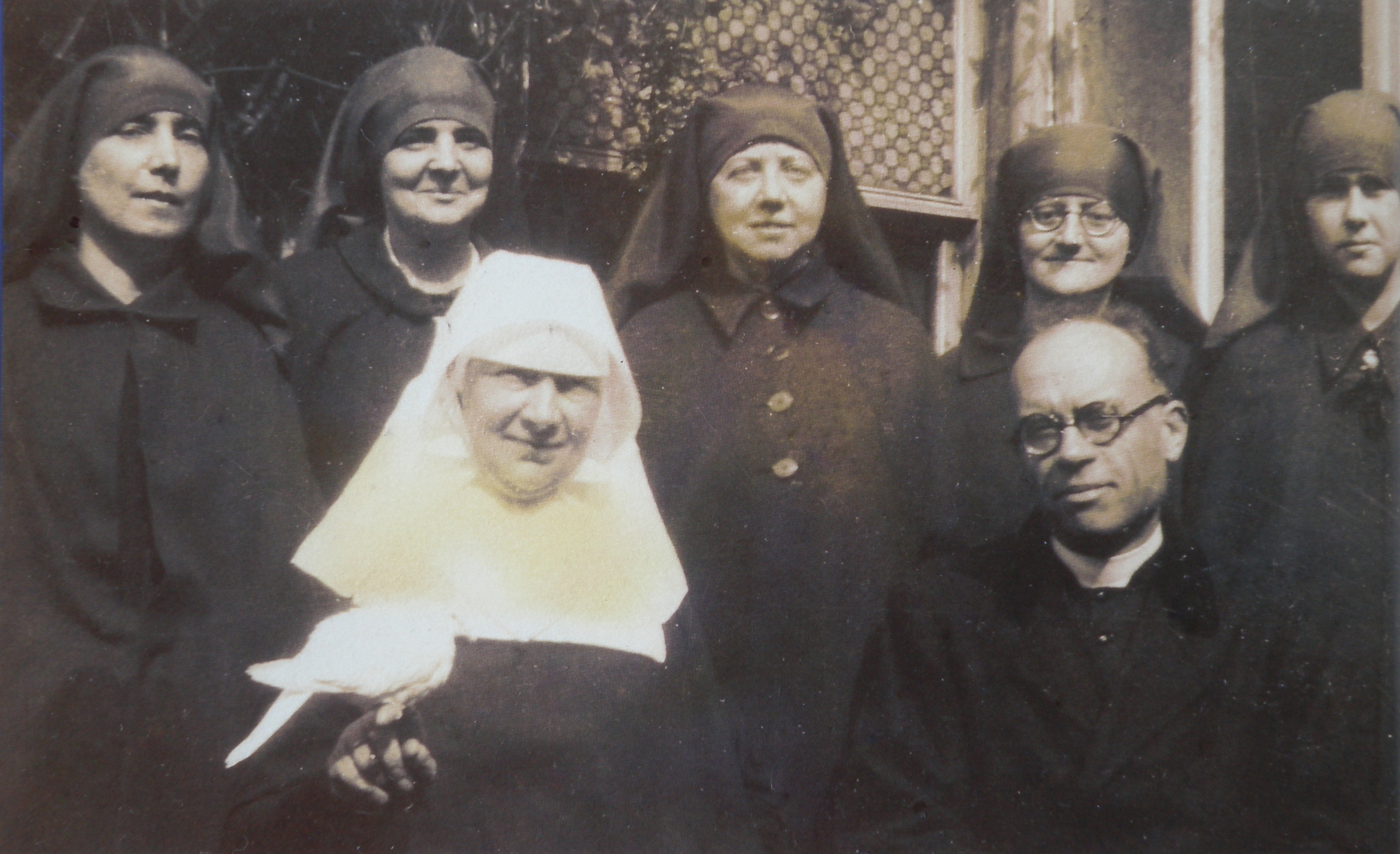
Geneviève de Simon Triet (beneden links met de duif), in het gezelschap van Rodolphe Hoornaert (beneden rechts) en met enkele religieuzen, 1931.

Stilaan begon Hoornaert in te zien dat een begijnengemeenschap geen grote aantrekkingskracht meer uitoefende en hij begon zich te beraden over de stichting van een nieuwe kloostergemeenschap die hij volgens benedictijnse regels wilde organiseren. Hij werd hierin gesteund door dom Theodore Nève, abt van de abdij van Sint-Andries en dom Gaspar Lefébvre (1880-1966), monnik van deze abdij en belangrijk voorvechter van een vernieuwde volksliturgie. Lefèvre bracht de eerste kandidaten mee uit Frankrijk en ze namen hun intrek in het Begijnhof. 
Er werd een fusie gerealiseerd tussen de laatste begijnen en de nieuw aangeworven Filles de Saint-Benoît. Een vzw Prinselijk Begijnhof Ten Wijngaerde te Brugge gaf een juridische grondslag aan de communauteit, wat toeliet een erfpachtovereenkomst af te sluiten met de eigenaar, de Commissie voor Openbare Onderstand van de stad Brugge. In november 1927 greep de plechtige installatie plaats van de congregatie die de naam Dochters van de Kerk aannam. De grootjuffrouw van de begijnen, Geneviève de Limon Triest, werd de eerste priorin, de regel van Benedictus werd aangenomen en de eerste vijf zusters werden gekleed. Het aantal novicen nam snel toe en het werd een zeer internationaal gezelschap. 
In 1930 werd achteraan het complex van huisjes een nieuw klooster gebouwd, in zelfde stijl en omvang van deze huizen. De gebouwen werden ontworpen door architect Jozef Viérin, schepen van openbare werken van Brugge. In september 1937 werd het nieuwe klooster in gebruik genomen en door de bisschop ingewijd.
Nadat in 1953 door de priorin Geneviève de Limon Triest (1874-1971) de opname van de Dochters van de Kerk in de benedictijnenorde was aangevraagd, duurde het tot in 1962 vooraleer de incorporatie plaatsgreep.

## Activiteiten van de kloostergemeenschap
De laatste dertig jaar van zijn leven besteedde Hoornaert, die in 1936 bevorderd was tot kanunnik van de Brugse kathedraal, enerzijds aan zijn activiteiten voor de kloostergemeenschap en het Begijnhof, anderzijds aan studiewerk en publicaties, voornamelijk over liturgie en over mystiek.
Voor de uitstraling naar de buitenwereld stichtte hij Les Cahiers du Béguinage de Bruges, vanaf 1936 Les Cahiers de la Vigne de Bruges, een tijdschrift waarin hij  het grootste gedeelte van zijn geschriften publiceerde.
Hij was bijzonder begaan met de religieuze en intellectuele ontwikkeling van de kloosterzusters, waarvoor hij zich aanzienlijke inspanningen getroostte. Hij spande zich zeer in om het contemplatieve luik en het gebedsleven van de communauteit te stimuleren. Daarnaast moedigde hij de apostolaatsactiviteiten van de zusters aan.
De eerste activiteit bestond uit het Liturgisch Studie- en Actiecentrum, later Liturgisch Centrum De Wijngaard. Hiervoor sloten de Dochters van de Kerk  zich aan bij de Liturgische Beweging waarin een aantal benedictijnse gemeenschappen een voortrekkersrol speelden. Ze ontwierpen liturgische gewaden, moedigden liturgische kunst aan (teken-, schilder- en beeldhouwwerken en vervaardiging van liturgisch vaatwerk) en namen allerhande initiatieven in verband met de kerkelijke liturgie.
De tweede was de acolietenwerking. Misdienaars of acolieten oordeelde Hoornaert als onontbeerlijke helpers bij de eredienst en hij streefde ernaar ze een zo goed mogelijke opleiding te geven. Een opleiding werd in het Begijnhof georganiseerd, en werd weldra uitgebreid over heel het bisdom Brugge. Hoornaert gaf hierover les aan de medepastoors die in elke parochie hiervoor werden aangeduid. Weldra nam men ook in andere Belgische bisdommen zijn methodes hieromtrent over. Een tijdschrift met de naam Akolitaat smeedde weldra de band tussen alle betrokkenen, verantwoordelijken, lesgevers en acolieten in de verschillende bisdommen. Het leidde tot een internationale organisatie, waarvan Hoornaert de eerste voorzitter was.
De derde was het uitzenden van zusters om de parochiepriesters in hun activiteiten bij te staan. Dit leidde zelfs tot het oprichten van dochterkloosters in Burenville bij Luik en in Amiens.

## Laatste jaren
Op 17 december 1960 werd Hoornaerts' gouden priesterjubileum met grote plechtigheid gevierd. Hij werd ook geprezen en vereremerkt voor zijn activiteiten als monumentenzorger.
Nadat zijn gezondheid begon te slinken, werd hij einde november 1968 door de bisschop op rust gesteld en opgevolgd als pastoor van het Begijnhof en directeur van de Dochters van de Kerk door kanunnik Paul François. Hij overleed op 30 oktober 1969.

## Publicaties
Van circa 250 door Hoornaert gepubliceerde boeken en artikels is een bibliografie verschenen in het hierna vermelde boek Laus Deo. Tal van andere artikels en boekbesprekingen zouden daar nog aan toe te voegen zijn. Onder de boeken zijn te vermelden:
- Sainte Thérèse, ecrivain. Son milieu, ses facultes, son oeuvre, Brugge, Desclée de Brouwer, 1922.
- Les Béguines de Bruges, leur histoire, leur règle, leur vie, Brugge, 1924.
- Le béguinage de Bruges, son histoire, sa règle, sa vie, Brugge, 1930.
- Breviergebed voor de vrome christenen, 1931.
- La participation des fidèles à l'Office divin, 1936.
- Le Béguinage princier de Bruges, Brugge, 1938.
- Aimer l'Eglise: douze méditations en forme de retraite, Brugge, 1938.
- La Messe en langue vulgaire, 1945.
- Sainte Térèse d'Avila et ce qu'il faut avoir lu de ses écrits, Brugge, 1951.
- Louez Dieu!, 1957.

Hoornaert publiceerde zijn artikels voornamelijk in het eigen tijdschrift, eerst Les cahiers du Béguinage de Bruges, vanaf 1936 Les Cahiers de la Vigne, maar er verschenen ook artikels van hem in de Handelingen van het Genootschap voor geschiedenis te Brugge, de Revue catholique des idées et des faits, het Tijdschrift voor liturgie, het Liturgisch parochieblad, La Revue nouvelle. 
Van hem verschenen ook artikels in nieuwsbladen zoals La Patrie, Le Bien Public, Het Belfort, Journal de Bruges, Brugsch Handelsblad, Het Woensdagblad, La Flandre Maritime.